# Chamaedorea tuerckheimii
Chamaedorea tuerckheimii är en enhjärtbladig växtart som först beskrevs av Carl Lebrecht Udo Dammer, och fick sitt nu gällande namn av Karl Ewald Maximilian Burret. Chamaedorea tuerckheimii ingår i släktet Chamaedorea och familjen Arecaceae. Inga underarter finns listade i Catalogue of Life.